# Cloniophorus kolbei
Cloniophorus kolbei là một loài bọ cánh cứng trong họ Cerambycidae.